# Hôpital Saint-Mathieu à la Chaîne
 (janvier 2013).
L'hôpital Saint-Mathieu À-la-Chaîne également nommée Nouvel Hôpital de la Cathédrale ou Prieuré de Saint Mathieu à la Chaîne, est un hôpital liégeois fondé en 1112 par Gauthier de Chauvency. Il accueille au départ uniquement des pèlerins. Il devient Séminaire de Liège du XVIIe siècle au XVIIIe siècle. Disloqué à la révolution française, installé par les Jésuites dans leur collège en Isle, il deviendra au XIXe siècle, l'Université de Liège, tandis que la théologie sera enseignée au Grand Séminaire à l'ancien abbaye des Prémontrés, l'abbaye de Beaurepart.

## Situation
Le prieuré et l'église sont visibles sur la vue cavalière de la ville de Liège de Julius Milheuser en 1627, et sur la copie de celle-ci par Johan Mérian. L'église avait une nef assez petite, en Gothique flamboyant assez simple. Un seul clocheton de bois, de forme octogonale, surmontait le bâtiment à la façade. Le prieuré était limité au nord par les bâtiments de l'officialité, à l'ouest par la place aux Chevaux et le bras de la Sauvenière; à l'est par la place Verte s'étendant devant le cloître occidental de la cathédrale Saint-Lambert.

## Historique

### Vieil Hôpital
Le Nouvel Hôpital de la cathédrale est ainsi désigné par rapport à un Viel Hôpital, d'origine paroissiale probable, mais, s'il n'a pas été créé par la cathédrale, en dépendait déjà,. Ce dernier était situé sur le Marché, à l'emplacement où s'élevaient à la fin du XIIIe siècle les deux maisons aux enseignes du Loup et du Paon,. Il est fort probable que l'hôpital primitif ait été emporté dans le grand incendie de 1185 qui ravagea l'église Saint-Pierre et la cathédrale, proches l'une de l'autre.
Ce vieil hôpital aurait été fondé en 1112 par Gauthier de Chavency, prévôt de Saint-Lambert, qui donna sa maison située dans les cloîtres de la cathédrale pour y établir des nobles des deux sexes devenus indigents. Son successeur, Helin, grand prévôt de la cathédrale, aurait mis la dernière main à cette fondation vers 1113. Dépendant de l'évêque et de l'église, ce vieil hôpital ne devait probablement accueillir que les pèlerins. 
Par une charte d'août 1220, en présence de l'évêque Hugues de Pierrepont, le chapitre de Saint-Lambert enregistre l'arrangement intervenu entre le chanoine Jean de Moregni, fondateur dans la cathédrale de la confraternité de Saint-Luc et les Frères de l'hôpital, concernant Saint-Mathieu ad catenam appelé nouvel hôpital.

### Nouvel hôpital
Sur l'insistance de l'évêque et du chapitre, le légat pontifical, Guy de Preneste, confirmera le 25 janvier 1204, les possessions et revenus du nouvel hôpital ainsi que la dotation d'un autel consacré à Saint-Matthieu. Le 28 mars 1231, le pape Grégoire IX confirme la juridiction du chapitre de Saint-Lambert sur le nouvel hôpital. En 1255, le pape Alexandre IV prend l'hôpital sous sa protection et ordonne que l'ordre régulier de Saint Augustin y soit maintenu à perpétuité; il confirme toutes les possessions de l'hôpital et exempte ses nouveaux essartages de la dîme; autorise le prieuré à recevoir des novices, et autorise la construction d'une chapelle ou d'un oratoire, chapelle qui sera située à l'étage, enfin il autorise l'hôpital à posséder son propre cimetière. En 1263, le pape Urbain IV donne à l'hôpital un bref de protection semblable. 
Le transfert des biens est décidé en 1347 par le prévôt, le doyen et le chapitre de Saint-Lambert et adressé au pouvoir communal, mais en restant principalement  sous la direction du prévôt et sa dotation,.

#### Dotations
Une dotation prévôtale soumet les brasseurs à redevance (1292), elle sera souvent sujet à des difficultés (1297). Sous le prieuré de Gérard de Noderenges, le prévôt de la cathédrale, Engelbert III de La Marck, assigne en 1339 divers biens des rentes à l'hôpital à Seraing, Amay et Flémalle. D'autres biens à Ans et Hognoul sont également grevés d'une rente. En février 1336, il avait exempté le prieuré et ses biens de tout impôt et le Saint-Siège, en date du 11 juin 1342, par le pape Clément VI, d'Avignon, ordonne à toutes les autorités laïques de ne pas entraver la perception des revenus du prieur et de l'hôpital. Arnold-Daniel de Montenaken, Montegnis le Tiexhe, prieur en 1399 fait enregistrer par testament qu'il lègue ses biens de Hesbaye et Liège. Le prieuré jouit également d'une splendide ferme de La Préalle, incendiée en novembre 1568, que le prieur Gilles Virginis reconstruira en 1569.

#### À la Chaîne
L'hôpital était compris, à proximité des bâtiments claustraux, dans les limites du cloître dont le pourtour était délimité, suivant l'usage médiéval, par une chaîne que l'on tendait au travers de la chaussée, chaque fois que la nécessité s'en faisait sentir. L'entrée de l'hôpital était gardée par une chaîne de ce genre.

#### Gestion des Augustins
Si le vieil hôpital n'accueillait que les pèlerins, à la fin du XIIe siècle, le nouvel hôpital accueille des pauvres manifestement installés à demeure. Ce n'est que dans la suite que des malades y seront soignés. Les délinquants ecclésiastiques étaient également incarcérés à l'hôpital.
Ce fut à partir de 1204 que Weric de Kannes va ériger cette maison en monastère c'est-à-dire administrée par des chanoines et chanoinesses de l'ordre de Saint-Augustin. Un autel dédié à Saint-Mathieu fut fondé par Simon, un ecclésiastique, dans la chapelle consacrée le 25 janvier 1204 avec l'autorisation du cardinal Guy de Preneste, évêque de Palestrina, légat du Saint-Siège qui précise que cet autel pourra être desservi par un prêtre de l'ordre de Saint-Augustin, détail qui prouve que l'ensemble du prieuré n'observe pas encore cette règle. Vers 1223, des Augustins de l'hôpital Saint Mathieu à la Chaine fondèrent l'abbaye du Val-Benoit. Le prince-évêque Adolphe de La Marck confirmera au prieuré ses exemptions de charges en 1336 et approuvera le règlement de l'hôpital en 1340.

### Un béguinage de lettrés
Les règlements postérieurs à celui du 5 octobre 1340, dont un du 21 avril 1384, fixe le nombre des secourus à 12 hommes et 36 femmes, qui portent le nom de familiers. Les hommes ne sont pas admis avant l'âge de 30 ans, les femmes doivent compter 40 ans accomplis. Tous doivent être célibataires. L'hôpital prend des allures de béguinage, on dirait même d'un béguinage intellectuel quand on voit les nombreux lettrés qui assistent aux inaugurations des prieurs. L'aboutissement en séminaire provient peut-être de cette évolution antérieure. Le personnel spirituel compte, d'après ce document, un prieur, deux frères prêtres profès, six frères lais profès, et quatre sœurs professes desquelles l'une serra députée à maiestre, c'est-à-dire qu'elle aura la direction sous les ordres du prieur. Le prieur est élu parmi les chanoines de Saint-Materne ou de la Petite Table ou les chapelains de la cathédrale Saint-Lambert. Il semble que le quorum prévu n'ait jamais été atteint, sans jamais dépasser sept membres. Méconnaissant l'origine de Saint-Mathieu à la Chaîne, certains prieurs s'efforcèrent de soustraire l'institution au contrôle des supérieurs traditionnels, le prévôt et le doyen de la cathédrale.

### Le prieur Nicolas de Vivegnis

#### Le sac du Téméraire
En 1468, sa soldatesque pille l'hôpital, emmène le prieur Nicolas de Vivegnis et l'enferme dans un fort près de Cambrai pendant deux mois. Le chevalier Eustache de Streel, qui y avait caché son argenterie s'est vu dépouillé de celle-ci. Il accusa le  prieur, en 1476, d'avoir dilapidé son patrimoine, profitant des guerres entre Liège et Bourgogne. Mais une sentence de l'official du 31 octobre 1478, sauvegarda l'honorabilité du prieur et, rentré d'exil dans un état de pauvreté extrême, condamna Streel à entreprendre un pèlerinage à Rome et un autre à Compostelle. En fait, il semble que l'institution ait été frappée rudement par l'impôt du Bourguignon vainqueur.

#### Reconstruction
Les rapports avec la cathédrale restent excellent : lors de la reconstruction de Liège, la cathédrale ayant reçu l'autorisation de reconstruire 24 maisons pour ses serviteurs et ses chapelains, elle concède au prieur de Saint-Mathieu à-la-Chaîne par l'intermédiaire du chapelain Henrar de Preit, le droit de reconstruire son immeuble dans le cadre de cette convention. Le prieur Pierre Philippy lui succède vers 1492. 

### Le prieur Albert de Limbourg

#### Prêt à l'abbaye du Val des Écoliers
En 1508, l'abbaye du Val des Écoliers emprunte au prieur Albert de Limbourg 800 florins pour se libérer d'une rente,. 

#### Construction de deux Chapelles
La chapelle est reconstruite au commencement du XVIe siècle par le prieur Albert de Limbourg, elle est consacrée le 4 octobre 1523 par Érard de La Marck : une pierre rappelle le souvenir de cette consécration et, aux environs de 1525, il bâtit une autre chapelle en dehors de la Cité, sur la rivière d'Avroy, en l'honneur de la Sainte-Vierge et Saint-Lambert. 
Jean de Limbourg (c. 1538-1562) et Gilles Virginis (1562-1579) vont lui succéder.

### Vestiges
Il semble que rien ne subsiste du prieuré, si ce n'est une colonne portant les armes d'Érard de La Marck, placée à la collégiale Saint-Martin.

## Université ou Séminaire épiscopal

### Tentatives de Robert de Berghes d'installer une université
Robert de Berghes, protecteur éclairé des lettres et des arts, s'était attaché dès le début de son règne, des savants éminents tel que le théologien Ximénès ainsi que les humanistes Torrentius et Lampsonius. Il fit engager des négociations avec le Saint-Siège en vue de doter la cité d'une université dans le but principal de former un clergé rural instruit. Le 23 juillet 1561, le chapitre de Saint-Lambert prit connaissance de la bulle pontificale, inspirée par la Contre-Réforme et soucieuse de se défendre contre l'hérésie, accordant à son altesse la permission d'ériger dans la cité un collège de théologie et d'autres facultés, de supprimer des prébendes et des canonicats à Saint-Lambert, dans les collégiales, etc, pour en appliquer les revenus aux docteurs et professeurs. Il est possible que les universités de Cologne et de Louvain, jalouses de leur monopole, intriguèrent pour temporiser ce projet trop proche de leur zone d'influence, ainsi que les réticences du chapitre à confier l'enseignement à la Compagnie de Jésus, ou peut-être les sommes importantes que le chapitre de Saint-Lambert dû débourser pour défendre la foi catholique, ou encore perdre ses prébendes – le pape proposant d'affecter 11 canonicats dont huit à tirer de Liège –, mais c'est surtout la longue maladie du Prince-Évêque et son abdication qui sera plutôt la cause de cet échec,. Le prince-évêque Gérard de Groesbeek fit la même tentative, mais se retrouva devant un refus du chapitre, tant l'état des finances était lamentable du aux calamités du temps. Une autre tentative tendant à convertir le couvent des Mineurs en séminaire eut lieu sous Ernest de Bavière, soutenu par le cardinal Madritius chargé de le présenter au Saint-Père, mais cette fois encore, l'affaire resta sans suite. 
En 1591, l'hôpital Saint-Mathieu à la Chaîne ne renfermait plus, outre les prébendiers, que le prieur, un religieux et deux religieuses. Le projet de transformer l'hôpital en séminaire devint probablement évident.

### Le dernier prieur, Roland Ruitz
Curieusement, au décès de Gilles Virginis, l'évêque et le chapitre de Saint-Lambert interdisent à la communauté de réélire un prieur. Le nonce du Saint-Siège promulgue à Liège, le 3 octobre 1585, les décrets  de 1563 du Concile de Trente prescrivant aux évêques l'établissement de séminaires épiscopaux. Dès l'automne 1586, le projet de transformer l'hôpital en séminaire est en pleine discussion. Après de longs débats, le pape Clément VIII les clôt par l'incorporation de l'hôpital dans le séminaire, suivie de son inauguration, le 28 mai 1592.
Roland Ruitz est maintenu comme administrateur du Séminaire. Les archives de l'hôpital passèrent ainsi aux mains de la nouvelle institution, le prieur Roland Ruitz ayant donné l'ordre de communiquer l'acte de fondation de l'hôpital et autres documents. Ces archives restèrent propriété du séminaire jusqu'à ce qu'elles soient déposées, après 1923, aux Archives de l'Évêché de Liège,,.

### Fondation du Collège-Séminaire
Déjà en 1564 - c'était une demande du concile de Trente - Gérard de Groesbeek proposa d'installer un Séminaire diocésain et un collège d'humanités. Mais ce n'est qu'en 1589, le prince-évêque Ernest de Bavière. Les revenus du prieuré furent affectés, en mai 1592, à cet établissement par le pape Clément VIII, pour lui servir de fondation après la mort du dernier prieur, Roland Ruyt, le religieux et les deux religieuses ainsi que des Prébendiers alors vivants encore au nombre de dix-sept.

#### Administration et enseignement
Le séminaire, inauguré le 28 mai 1592, est administré par quatre proviseurs, dont deux nommés par le Prince-évêque, un par le chapitre de Saint-Lambert et un par le clergé secondaire de la Cité. Les cours de philosophie duraient deux ans, à raison d'une heure et demie dix fois par semaine. Ceux de théologie avait une durée de quatre ans. Pour être étudiant, il fallait être de naissance légitime et âgé de vingt ans au moins. Il n'y avait pas obligation de loger dans le Séminaire, sauf pour les boursiers.
Le corps professoral était composé, outre les quatre proviseurs, d'un président et de deux professeur de théologie, d'un professeur d'Écriture sainte, d'un professeur de droit canon, un d'institutes de droit civil, et d'un professeur de liturgie et rites ainsi que de deux professeur de philosophie.
Les cours de théologie étaient donnés dès 1598 par le collège des Jésuites-en-Île sur l'îlot Hochet. Très rapidement, le corps chapitral fut d'avis que les locaux n'étaient pas adéquats et pensa à un déménagement. Les chanoines manquant de nouvelles demeures à Liège et tout en gardant l'idée d'installer le Séminaire à Louvain. Le chapitre se prononça définitivement contre cette idée le 8 juillet 1605.
Les études furent suspendues lors de l'invasion des Croates en 1635, et en 1636 pour raison de maladie contagieuse. En 1699, le Prince-Évêque Joseph-Clément de Bavière confie l'autorité du séminaire aux Jésuites. Malgré de nombreuses contestations, ceux-ci conserveront la direction du séminaire jusqu'en 1723.
L'institution, avant son transfert, avait atteint 300 étudiants en théologie, 150 en logique et 75 en physique.

#### Révolution française
C'est le 30 avril 1785 que le Séminaire est transféré au collège des Jésuites-en-Île qui venait de s'installer, bâti sur les locaux de l'université actuelle. La révolution allait bientôt disperser élèves et professeurs et supprimer les divers instituts existants. 

### Destruction du bâtiment du prieuré
En 1786, lorsque le Séminaire s'installa dans le collège des Jésuites-en-Île, le bâtiment du prieuré de Saint-Mathieu à la Chaîne sera démoli vers 1786, l'ancien bâtiment vendu à l'architecte Jacques-Barthélemy Renoz avec l'obligation de créer une rue reliant la place Verte à la place aux Chevaux. L'architecte créa la rue, et édifia sur une partie de son terrain un grand immeuble de style Louis XVI destiné à servir de local à la Société Littéraire, fondée en 1779, qui l'occupe encore à l'époque actuelle.
Le reste des emplacements disponible est remplacé par des habitations. 
Après la suppression des Jésuites, le 21 juillet 1773, le Séminaire fut transféré dans leur collège, actuellement occupé par l'université, le 1er mai 1786 ; il y resta jusqu'après sa fermeture décrétée le 25 novembre 1797.

### Le nouveau Séminaire
Par un décret du 11 juin 1809, daté de Schœnbrunn à Vienne, l'empereur Napoléon donne l'abbaye des Prémontrés, pour servir de séminaire et de palais épiscopal.